# Kryštof I. Frankopan
Kryštof Frankopan (chorvatsky: Krsto Frankopan Brinjski, maďarsky: Frangepán Kristóf, italsky: Cristoforo Frangipani; 1482 Modruš – 22. září 1527 Varaždín) byl chorvatský hrabě z urozeného rodu Frankopanů. Narodil se v neklidné době, kdy došlo k pádu Bosny pod nadvládu Osmanské říše a k začátku století trvající chorvatsko-osmanské války. Během nástupnické krize mezi Janem Zápolským a Ferdinandem Habsburským podporoval uherského krále Jana I., který jej v roce 1526 jmenoval bánem Chorvatska. Zemřel následující rok při vedení vojska financovaného Zápolským.

## Život

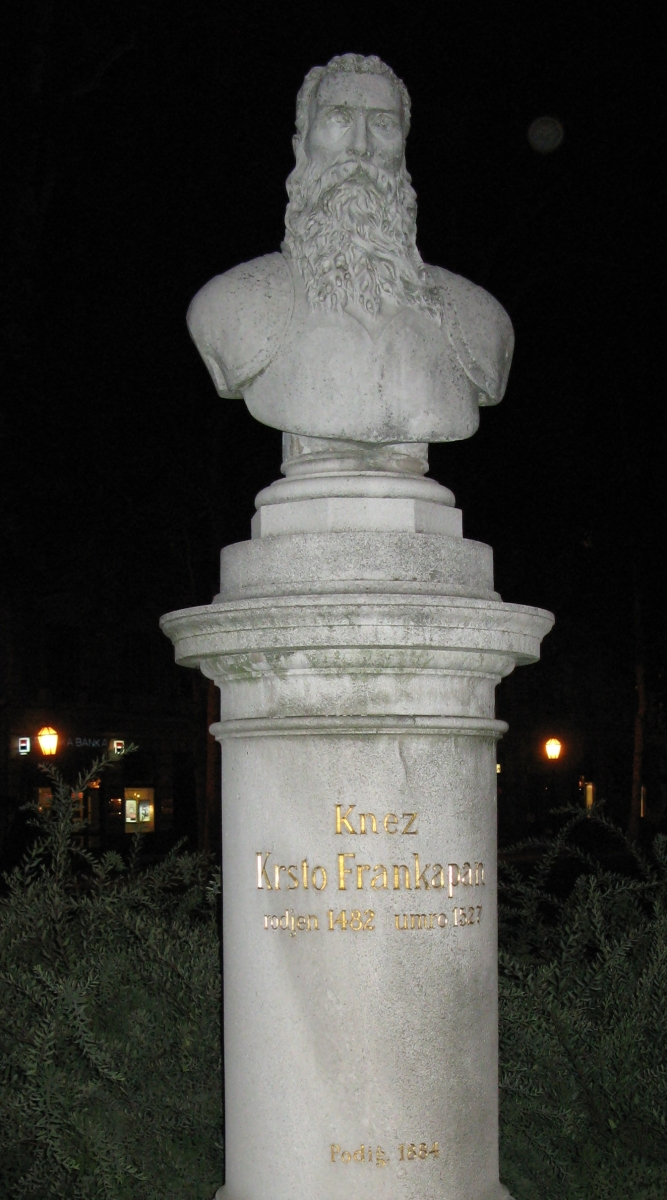
Kryštof Frankopan na záhřebském Zrinjevaci

Narodil se jako syn knížete Bernardina Frankopana Ozaljského (1452–1529) a jeho manželky princezny Luisy Aragonské. Měl čtyři sourozence, Ferdinanda († 1527), Alžbětu († 1545), Beatrix (1480-1510), později provdanou za Jánoše Korvína, syna krále Matyáše a Marii Magdalenu (* 1481).
Od roku 1505 byl ve vojenských službách císaře Maxmiliána I., kde se vyznamenal jako vojevůdce, proto mu byl v roce 1510 udělen Novigrad a některé pozemky města Postojna a byl také jmenován císařským radou a kapitán měst Postojny a Krasu.
V roce 1512 se svým otcem bojoval proti Benátčanům ve snaze osvobodit někdejší rodový majetek, ostrov Krk. Během bojů v letech 1513-1514 dobyl na Benátčanech Monfalcone, Cividale del Friuli, Udine a téměř celé Furlansko, brzy je však opět ztratil.
Po pěti letech v benátském zajetí se mu v roce 1519 podařilo uprchnout a poté byl opět ve vojenských službách Habsburků. V roce 1520 císař Karel V. potvrdil jeho majetky a jmenoval ho vojenským velitelem Istrie.
Od roku 1523 opět pobýval v Chorvatsku, kde se spolu s otcem snažili zpět získat Senj a další rodové majetky, které jeho rodu v roce 1469 odebral král Matyáš Korvín. Ve stejném roce odešel k papeži Hadriánovi VI. do Říma, aby ho požádal o pomoc Chorvatsku ve válce proti Turkům. V červnu 1525 se mu podařilo doručit jídlo a pomoc do obsazených Jajec a celkově se zapojil do obrany Chorvatska proti Turkům. Král Ludvík II. mu za to udělil titul obránce Chorvatského království, Dalmácie a Slavonie.
Poté, co mu však král odmítl vrátit Senj a jmenovat ho chorvatským bánem, o což požádal chorvatský parlament v roce 1525, navrhl Kryštof na schůzi parlamentu v Križevci 25. ledna 1526 Habsburky jako nové vládce Chorvatska. Přidal se na stranu protikrále Jana Zápolského a bránil Slavonii proti hraběti Batthyánymu. Vzhledem k tomuto postoji v konfliktu mezi Habsburky a Zápolským se mělo za to, že chce pro sebe získat královský trůn, historiografie však takový náhled odmítla.

### Bitva u Moháče
V létě roku 1526, zatímco sultán Sulejman s armádou Osmanské říše táhl na Uhry, král Ludvík požádal všechna evropská knížata o pomoc, ale dostal jí jen málo. Chorvatský bán František Batthyány se ke králi se svou armádou připojil, ale následovalo ho jen málo dalších šlechticů. Existují spekulace, že arcivévoda Ferdinand je mohl varovat, aby chránili svou vlastní vlast, a tím i habsburské země, nebo že Chorvati nechtěli pomoci králi, který jim nepomohl, když to potřebovali – jak si stěžovali na sněmu v Križevci, konaném 25. ledna 1526, kde si stěžovali na krále Ludvíka a diskutovali o nalezení nového krále.
Protože král Ludvík neměl žádné generály, kteří by mohli vést armádu proti Osmanům, povolal Krsta Frankopana, který po obdržení povolení od arcivévody Ferdinanda vyjel s 450 jezdci, aby se připojil ke králi. Do 26. srpna dorazil Krsto do Záhřebu, kde sháněl peníze a činil poslední přípravy na spojení s králem. Frankopan poslal králi Ludvíkovi dopis, v němž mu radil, aby se nepouštěl do bitvy se sultánem a zůstal v Budě nebo na jiném bezpečném místě, dokud nedorazí Jan Zápolský, Češi a Frankopan se svými Chorvaty. Král Ludvík však Frankopanovo varování neuposlechl a 29. srpna 1526 padl v bitvě u Moháče. Mezi padlými Chorvaty byl i Krstův bratr Matija (Matěj) Frankopan.
Dne 5. září, v dopise napsaném chorvatskou hlaholicí, Frankopan informoval biskupa ze Senje, Franju Jožefiće (Jozefics Ference), proč se nemohl dostavit k Moháči a že lituje ztráty krále Ludvíka. Podle něj si však uherští šlechtici, kteří riskovali svého krále a království, zasloužili lekci, kterou jim sultán udělil. Byl toho názoru, že porážka Uhrů byla „... požehnáním a trvalou záchranou Chorvatska“, protože kdyby zvítězili, jejich pýcha by neznala mezí.

### Smrt
Počátkem července roku 1527 se Frankopan setkal s francouzským velvyslancem Antoniem Rinconem, aby naplánovali schůzku se srbským vojevůdcem Jovanem (Črnim, Černým) Nenadem s cílem vyjednat jeho věrnost Zápolskému. Toto setkání se však neuskutečnilo. Dne 9. července Ferdinand nařídil svému diplomatovi Johannesovi Habardaneczovi, aby za každou cenu zabránil setkání mezi Frankopanem a Jovanem. Ferdinand si byl vědom hrozby, kterou Frankopan představoval, a proto nabídl Habardaneczovi odměnu 16 000 zlatých za zajetí Frankopana a Rincona a jejich odeslání do Vídně. Pokud by to nebylo možné, měl je oba nechat ihned popravit oběšením.
Aby zajistil Frankopanovu vraždu, vyslal za ním Ferdinand také jeho nepřítele Ference Batthyányho a 21. září navíc pověřil Istvána Majlátha, aby proti Frankopanovi vyslal dva špehy.
Dne 27. září, během obléhání hradu, byl Frankopan při průzkumu pevnosti ve Varaždínu (Varasdu) zasažen do břicha střelou, pravděpodobně z těžké arkebuzy umístěné na hradbách. Navzdory vážnému zranění, kdy mu byly vidět vnitřnosti, odjel do svého tábora. Téhož večera však při převozu k lékařské péči zemřel. Předpokládá se, že špehové uspěli, neboť později Majláth obdržel hrad Fogaraš. Frankopanovu armádu poté převzal János Tahy z Vrany, avšak kvůli jeho neoblíbenosti mezi Chorvaty se Zápolského vojsko v Chorvatsku a Slavonii brzy rozpadlo.

## Rodina
Kryštof Frankopan byl dvakrát ženatý. Jeho první manželka Apollonia Langová († 1520) byla starší sestra salcburského knížete-arcibiskupa kardinála Matyáše Langa z Wellenburgu.
Jeho druhá manželka byla uherská šlechtična Anna Drágffyová, vdova po Ladislavu Kanižském. Z žádného z manželství však neměl žádné potomky.